# 四川省绵阳市安州中学
四川省绵阳市安州中学简称安中，位于四川省绵阳市安州区，是一所公立高中。它的前身是于康熙五十七年（公元1718年）开办的“汶江书院”和道光十七年（公元1837年）开办的“益昌书院”。2016年定名为四川省绵阳市安州中学。

## 历史沿革
- 1921年，汶江书院和益昌书院合并成立安县高等小学堂,后定名为安县初级中学。
- 1958年，更名为四川省安县中学。
- 2001年，与原花荄中学合并，校址由原安县安昌镇迁至安县花荄镇。[1]
- 2016年5月20日，更名为四川省绵阳市安州中学。[2]

## 校园条件
校园坐落于花荄镇，总面积238亩土地，建筑总面积近10万平方米，教学大楼为四川省规模最大，配备有微机室、语音室、多媒体室、标准化塑胶运动场、游泳池，图书馆藏书总量达30万。